# Troglohyphantes iulianae
Troglohyphantes iulianae este o specie de păianjeni din genul Troglohyphantes, familia Linyphiidae, descrisă de Brignoli, 1971.
Este endemică în Italia. Conform Catalogue of Life specia Troglohyphantes iulianae nu are subspecii cunoscute.